# Communauté de communes Petite Montagne
Die Communauté de communes Petite Montagne ist ein ehemaliger französischer Gemeindeverband mit der Rechtsform einer Communauté de communes im Département Jura in der Region Bourgogne-Franche-Comté. Sie wurde am 20. Dezember 2007 gegründet und umfasste 23 Gemeinden (Stand: 1. Januar 2019). Der Verwaltungssitz befand sich im Ort Arinthod.

## Historische Entwicklung
Mit Wirkung vom 1. Januar 2017 wurden mehrere Communes nouvelles gegründet und damit die Anzahl der Mitgliedsgemeinden reduziert. Außerdem schloss sich die Gemeinde La Balme-d’Épy der Communauté de communes Porte du Jura an.
Am 1. Januar 2018 wurde die Gemeinde Chisséria nach Arinthod eingegliedert und die Gemeinden Vosbles und Valfin-sur-Valouse zur Commune nouvelle Vosbles-Valfin zusammengeschlossen.
Mit Wirkung vom 1. Januar 2019 gingen die ehemaligen Gemeinden Chemilla, Cézia, Lavans-sur-Valouse und Saint-Hymetière in die Commune nouvelle Saint-Hymetière-sur-Valouse auf. Dadurch verringerte sich die Anzahl der Mitgliedsgemeinden auf 23.
Der Gemeindeverband fusionierte mit Wirkung zum 31. Dezember 2019 mit seinen Nachbarverbänden:
- Communauté de communes de la Région d’Orgelet
- Communauté de communes Jura Sud und
- Communauté de communes du Pays des Lacs

zum neuen Gemeindeverband Terre d’Émeraude Communauté.

## Ehemalige Mitgliedsgemeinden
1. Andelot-Morval
2. Arinthod
3. Aromas
4. Broissia
5. Cernon
6. Charnod
7. Condes
8. Cornod
9. Dramelay
10. Genod
11. Gigny
12. La Boissière
13. Marigna-sur-Valouse
14. Monnetay
15. Montfleur
16. Montlainsia
17. Montrevel
18. Saint-Hymetière-sur-Valouse
19. Thoirette-Coisia
20. Val Suran
21. Valzin en Petite Montagne
22. Vescles
23. Vosbles-Valfin